# Mallobathra cana
Mallobathra cana är en fjärilsart som beskrevs av Alfred Philpott 1927. Mallobathra cana ingår i släktet Mallobathra och familjen säckspinnare. Inga underarter finns listade i Catalogue of Life.